# 东村镇 (岚县)
东村镇，是中华人民共和国山西省吕梁市岚县下辖的一个乡镇级行政单位。2021年5月28日，撤销土峪乡，整建制并入东村镇。

## 行政区划
东村镇下辖以下地区：
东村、高崖湾村、天湾村、草原村、堡上村、坡上村、赵朝舍村、上村、青台村、石家庄村、麻会村、北村、新安村、东阳涧村、古城村、康井洼村、陈家营村、西村、南村、白家庄村、刘家沟村、翟家沟村、黑龙洼村、上天洼村和尧上村。